# Reforma y Planada
Reforma y Planada är en ort i Mexiko.   Den ligger i kommunen Amatán och delstaten Chiapas, i den sydöstra delen av landet, 700 km öster om huvudstaden Mexico City. Reforma y Planada ligger 431 meter över havet och antalet invånare är 1 156.
Terrängen runt Reforma y Planada är kuperad norrut, men söderut är den bergig. Runt Reforma y Planada är det ganska tätbefolkat, med 75 invånare per kvadratkilometer. Närmaste större samhälle är Amatán, 5,2 km öster om Reforma y Planada. Omgivningarna runt Reforma y Planada är en mosaik av jordbruksmark och naturlig växtlighet.